# SIEL
SIEL (Società Industrie Elettroniche) – działająca w latach 80. ubiegłego stulecia, włoska firma produkująca syntezatory oraz elektroniczne organy.

## Produkty firmy
- 1979 - Orchestra
- 1980 - Mono
- 1982 - OR400 / Orchestra 2
- 1984 - Opera 6
- 1984 - DK600
- 1984 - Expander
- 1985 - DK80
- 1985 - Expander 80
- 1985 - DK70
- 1986 - DK700